# Religião (virtude)

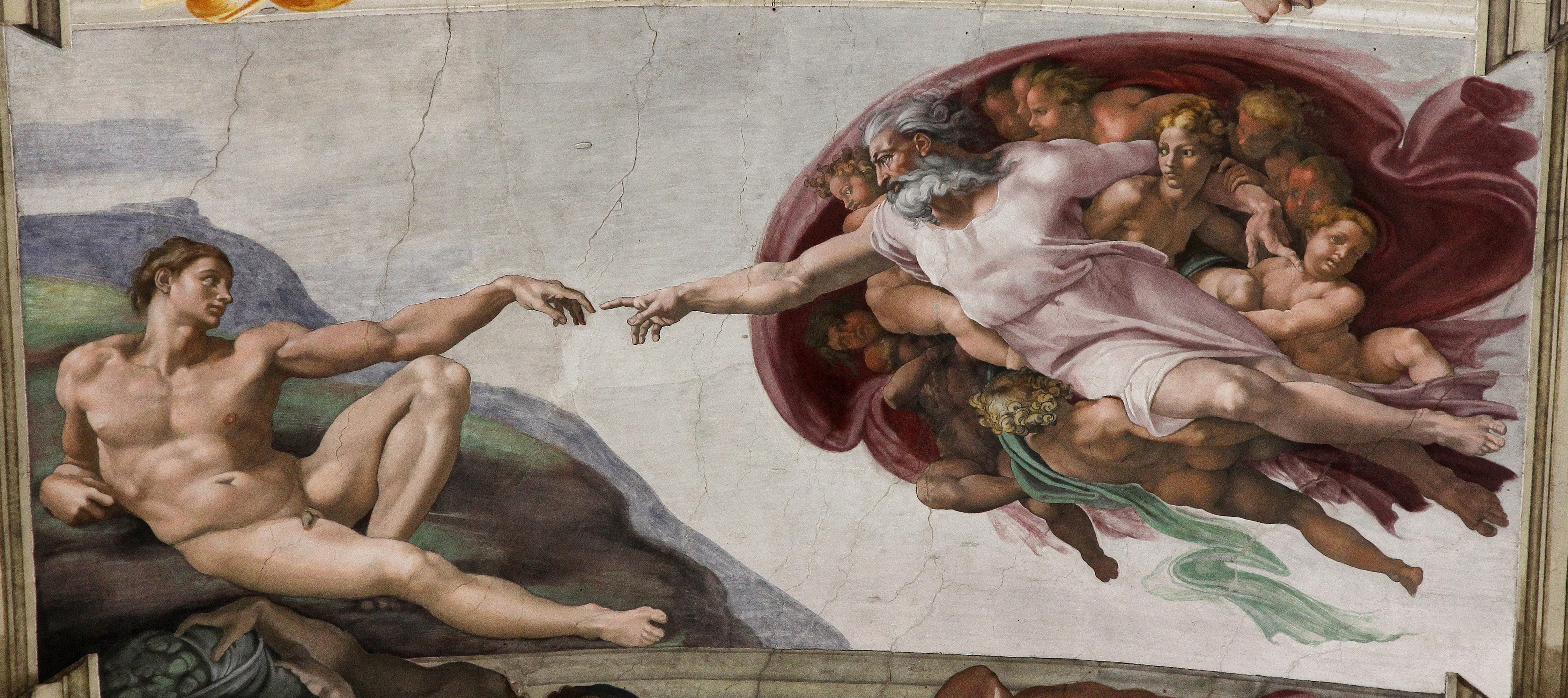
'Teto da Capela Sistina da Criação de Adão' por Michelangelo

A religião (quando discutida como uma virtude) é uma virtude moral distinta cujo propósito é render a Deus a adoração devida a Ele como a fonte de todo ser e o doador de todas as coisas boas. Como tal, faz parte da virtude cardeal da Justiça e obedece ao Primeiro Mandamento.

## Uma virtude moral

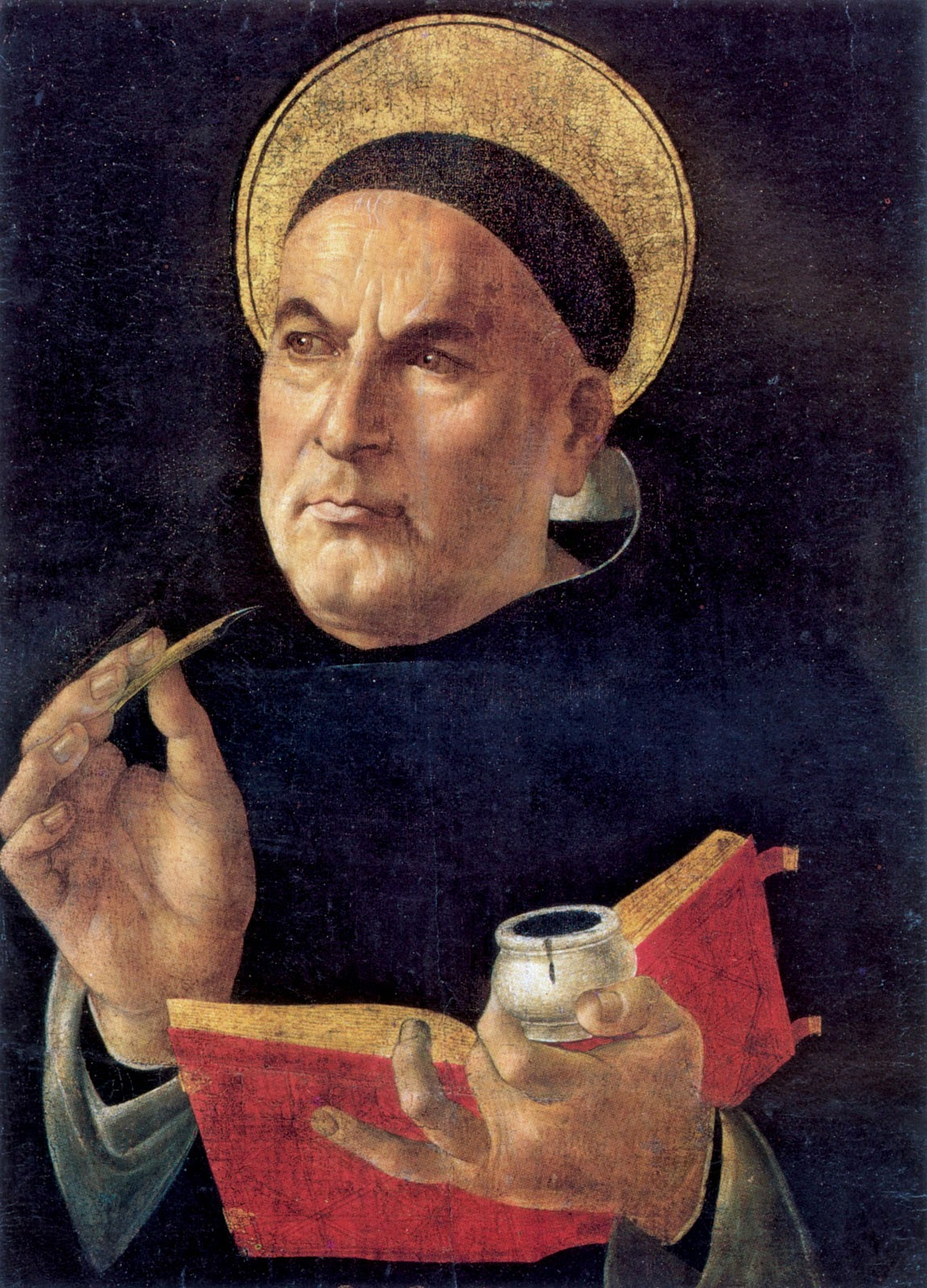
Tomás de Aquino

Segundo Lactâncio e endossado por Santo Agostinho, "religião" vem de religare, para ligar, e assim significaria o vínculo que une o homem a Deus.
Tomás de Aquino discute a virtude da religião em "Summa Theologica", II-II, Q. lxxxi. Visto que a ordem é um aspecto do bem e a Religião ordena o relacionamento do homem com Deus, Tomás de Aquino a considera uma virtude distinta cujo propósito é render a Deus o culto devido a Ele como a fonte de todo ser. Ele vê a virtude da religião como indispensável para atingir o fim para o qual a providência divina ordenou a humanidade — felicidade eterna em comunhão com Deus.
A virtude da Religião se diferencia das outras virtudes por seu objetivo, que é oferecer a Deus a homenagem exigida por Sua excelência inteiramente singular. Não é uma virtude teológica, porque seu objeto imediato não é Deus, mas sim a reverência a ser prestada a Ele. Implica obediência ao primeiro mandamento. Como o sentido do sagrado envolve a virtude da religião, isso também se aplica ao segundo mandamento.
Embora sua prática esteja associada às virtudes da fé e da caridade, os teólogos geralmente seguem Tomás de Aquino ao colocá-la entre as virtudes morais, como parte da virtude cardeal Justiça, pois por ela se dá a Deus o que Lhe é devido. Em Lucas 4: 8 Jesus cita Deuteronômio 6:13: "Está escrito: Adorarás ao Senhor teu Deus, e só a ele servirás."
Tomás de Aquino o classifica em primeiro lugar entre as virtudes morais. Uma atitude religiosa para com Deus é essencialmente o produto do reconhecimento de alguém, não apenas de sua majestade soberana, mas também de uma dependência absoluta dele. Consequentemente, devemos nutrir habitualmente em relação a Ele sentimentos de adoração, louvor, ação de graças, lealdade e amor. Assim como Tomás de Aquino encontra uma distinção entre as virtudes naturalmente adquiridas e as virtudes divinamente infundidas da Temperança, também ele vê uma virtude infusa separada da Religião. A virtude da Religião é aperfeiçoada pelo Dom de Piedade.

## Atos da virtude da Religião
Os principais atos dessa virtude são: adoração, oração, sacrifício, oblação e votos. Joseph Rickaby descreve "adoração" como o reconhecimento da dependência de Deus.
A Adoração é o primeiro ato da virtude da religião. O Catecismo da Igreja Católica afirma que “Adoração é o reconhecimento de Deus como Deus, criador e salvador, Senhor e mestre de tudo o que existe como amor infinito e misericordioso”. Para Aquino, a devoção resulta em alegria espiritual baseada na contemplação da bondade de Deus. Embora uma pessoa possa começar a praticar a Religião por um senso de dever, quanto mais se reverência a Deus, mais "... nossa mente está sujeita a ele, no qual consiste nossa perfeição, visto que uma coisa é aperfeiçoada por estar sujeita a seu superior." 
Como o homem é um ser composto de corpo e alma, sua natureza composta precisa se expressar por atos externos nos quais o corpo, bem como a alma, terão uma parte — isso não apenas para estimular os sentimentos internos, mas também porque Deus nos possui de corpo e alma, e é justo que ambos mostrem sua fidelidade a ele. Esta é a justificativa da religião externa. Rickaby pega emprestado uma linha do serviço de casamento inglês. “Com o meu corpo te adoro”, e observa que a adoração é uma função do homem social. "Na ordem da natureza você tem primeiro a congregação, depois o sacerdote e o altar, expressivo do desejo comum de adorar algum poder acima da comunidade, a quem a comunidade deve lealdade, cujo culto pago por todos em comum é o cimento dessa sociedade."  Como outras virtudes morais, a virtude da Religião é adquirida por meio do hábito e da prática. É instilado pelos sacramentos, pela oração e pela companhia de pessoas religiosas, não apenas pelo catecismo.
Os pecados contra a religião são negligência da oração, blasfêmia, tentação de Deus, sacrilégio, perjúrio, simonia, idolatria e superstição. Visto que o ateísmo rejeita ou nega a existência de Deus, é um pecado contra a virtude da religião.

## Na cultura popular
Segundo Anne Abbott, filmes clássicos como Os Sinos de Santa Maria, A Canção de Bernadette, O Céu é Testemunha e The Reluctant Saint refletem a virtude da religião, que deriva da dignidade da pessoa humana.